# سیدنتوپف ۵۳۷۵
سیارک ۵۳۷۵ (به انگلیسی: 5375 Siedentopf، نامگذاری:1989AN6) پنج هزار و سیصد و هفتاد و پنجمین سیارک کشف شده‌است که در ۱۱ ژانویه ۱۹۸۹ کشف شد.
قدر مطلق سیارک برابر ۱۳٫۴۰ است.